# Buskia mogilensis
Buskia mogilensis är en mossdjursart som beskrevs av Gostilovskaja 1984. Buskia mogilensis ingår i släktet Buskia och familjen Buskiidae. Inga underarter finns listade i Catalogue of Life.